# Ingolstadt (district)

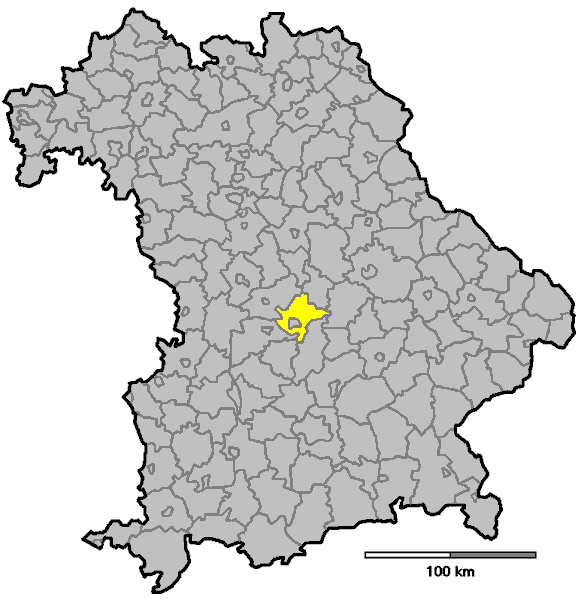
Amplasarea districtului în Bavaria

Districtul Ingolstadt a fost un district care a aparținut regiunii guvernamentale Oberbayern. Districtul avea numărul de înmatriculare auto IN având 42 de comune.
Localitățile mai mari fiind: Manching, Gaimersheim, Kösching, Großmehring și Reichertshofen. Districtul a fost desființat la data de 1 iulie 1972, orașul Ingolstadt rămânând oraș liber (nu aparține de nici un district)